# Garhwal-Himalaya

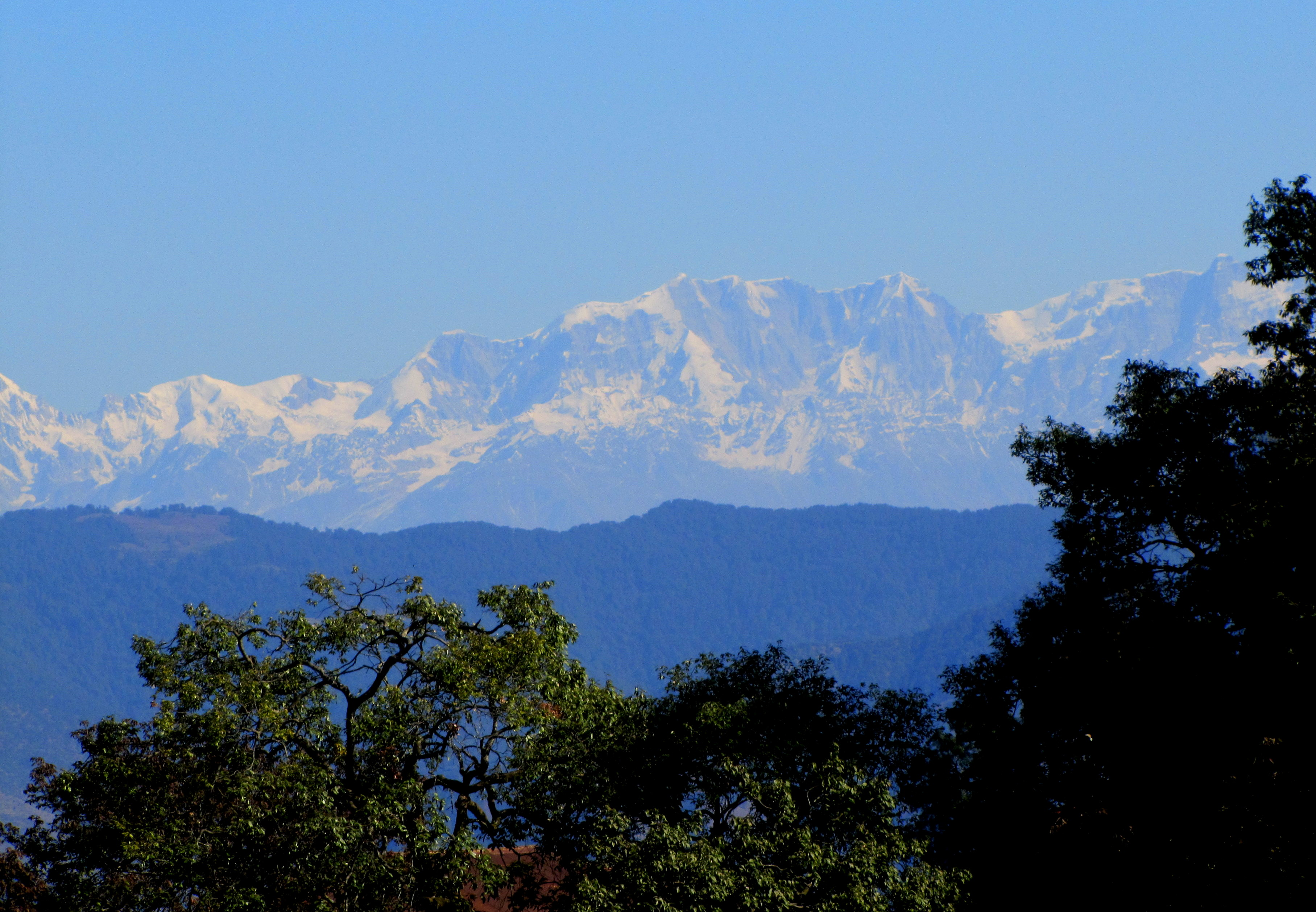
Der Garhwal Himalaya

Der Garhwal Himalaya ist ein Gebirgszug im indischen Bundesstaat Uttarakhand. Der Gebirgszug besteht aus zwei Abschnitten der Region Garhwal und der Region Kumaon.

## Geologie
Der Gebirgszug ist Teil der Siwaliks, dem äußersten Vorgebirge des Himalaya in Himachal Pradesh und Uttarakhand.

## Bevölkerung
Im Bereich des Gebirges liegen die Städte Pauri, Tehri, Uttarkashi, Rudraprayag, Chamoli Gopeshwar, Almora, Ranikhet, Bageshwar, Pithoragarh und der Pilgerweg Chota Char Dham mit den Pilgerorten Gangotri, Yamunotri, Badrinath und Kedarnath. Beachtenswert sind die Gebirgsorte Masuri, Dhanaulti, Tiuni, Nainital, Bhimtal und Kausani. Die UNESCO-Welterbestätten Valley-of-Flowers-Nationalpark und Nanda-Devi-Nationalpark liegen ebenfalls im Garhwal Himalaya.